# Kurumocz (wieś)
Kurumocz (ros. Курумоч) – wieś (sieło) w Rosji, w obwodzie samarskim, w rejonie wołżskim. W 2010 liczyła 6697 mieszkańców.